# Pogonocherus dimidiatus
Pogonocherus dimidiatus là một loài bọ cánh cứng trong họ Cerambycidae.